# Compagnie des chemins de fer du Nord

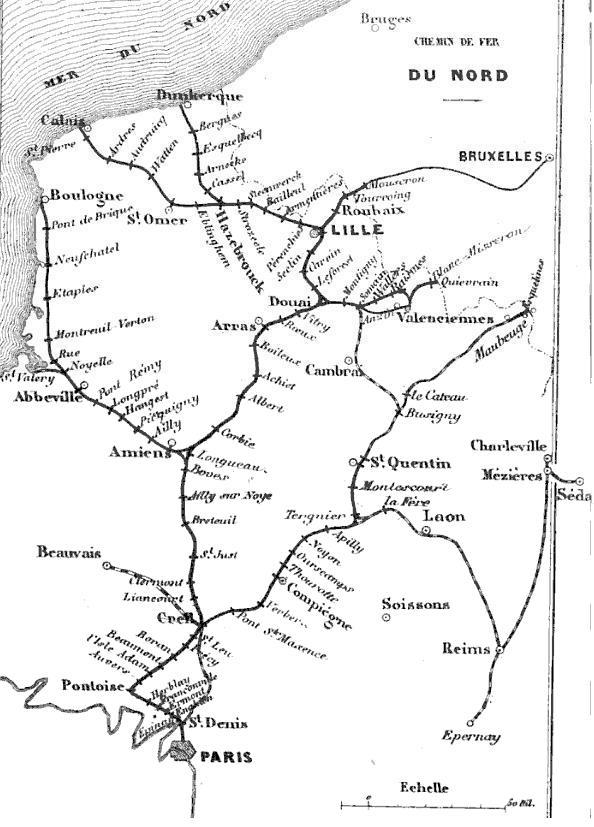
Het netwerk rond 1853

De Compagnie des chemins de fer du Nord (Maatschappij der Noordelijke Spoorwegen) is een op 20 september 1845 opgerichte Franse spoorwegmaatschappij. Ze werd opgericht door de bankier James Mayer de Rothschild en enkele kompanen en had tot doel de exploitatie van de spoorwegconcessie die de lijnen van Parijs via Lille en Valenciennes naar de Belgische grens omvatte, alsmede een groot net van nevenlijnen. Het netwerk van het bedrijf bereikte al snel een grote dichtheid en een zeer aanzienlijke hoeveelheid verkeer, en diende als model voor vele andere grote spoorwegmaatschappijen. Het bedrijf was een van de belangrijkste composanten van wat in 1938 de SNCF werd.
Voor de exploitatie van haar spoorlijnen en belangen in België werd een dochtermaatschappij, de Compagnie du Nord – Belge, opgericht.